# Sabazi
I Sabazi furono un'antica popolazione preromana stanziata in epoca protostorica nell'area corrispondente all'odierno entroterra di Savona, in Liguria. I Sabazi vengono menzionati da alcune fonti antiche e moderne come gruppo etnico ligure o ligure-celtico, la cui presenza è stata ipotizzata sulla base di dati toponomastici, archeologici e linguistici.

## Etimologia e fonti
Il nome Sabazi è attestato per la prima volta in epoca romana, ma potrebbe riflettere una radice più antica di origine ligure o celtoligure. Alcuni studiosi mettono in relazione il termine con il dio trace Sabazio, ipotizzando una possibile influenza culturale o sincretismo religioso, ma tale connessione resta controversa.
Secondo lo storico Plinio il Vecchio (Naturalis Historia, III, 48), i Sabazi potrebbero essere stati parte di quelle popolazioni liguri minori non esplicitamente elencate, ma identificate attraverso i toponimi e le sopravvivenze culturali locali.

## Territorio
L'area attribuita ai Sabazi si estendeva presumibilmente tra l'attuale Val Bormida e la fascia costiera compresa tra Vado Ligure e Albisola, con possibili insediamenti nell'entroterra collinare. Diversi toponimi come Savazze, Sabazia e Savona sono stati associati a questa popolazione, benché l'etimologia sia incerta.

## Cultura e interpretazioni
Nonostante la scarsità di dati diretti, alcuni reperti archeologici ritrovati nell'entroterra savonese (ceramiche, necropoli e manufatti in bronzo) sono stati interpretati come testimonianze di una cultura locale autonoma, distinta ma influenzata dalle civiltà celtiche transalpine e dalla cultura etrusca. La loro organizzazione sociale doveva essere di tipo tribale, simile ad altre popolazioni liguri dell’epoca.
L'influenza sabazia potrebbe anche essere riflessa nel nome della località di Santa Sabina (frazione di Urbe) e in alcuni rituali rurali sopravvissuti fino all'età moderna.